# 救難小福星
《救難小福星》（英語：Chip 'n Dale Rescue Rangers）是美国迪士尼公司推出的動畫影集，从1989年3月4日起播出。本片主角是迪士尼的经典人物：两只花栗鼠奇奇（Chip）和蒂蒂（Dale）。台灣華視於1991年引進播放，香港無綫電視亦於1990年代播出，之後影集中的一部分曾经由中录德加拉在大陆发行过中文版 VCD。

## 主要人物
- 奇奇（Chip）

配音：崔絲·麥可奈利
救援突擊隊的领导者。形象略有模仿印第安纳·琼斯，头戴Fedora帽，身穿飞行员夹克。惯用绳索来套物或是荡到他处。他严肃、有责任感，但很多时候不知如何娱乐。有时他会蛮横无理，过分指责蒂蒂的不良习惯，从而导致二人争吵。有时却会放纵自己，和蒂蒂一起戏耍。他和蒂蒂都对阿洁有好感，但是對於指向自己的感情則有些遲鈍（第一季時曾被一只松鼠喜歡）。很容易擔心或緊張，曾經看到眾人被蒙弟的叔叔帶著跳下水就急著想救，結果別的隊員被一條魚救起而自己卻陷入被肥貓的手下撈到的窘境。
- 蒂蒂（Dale）

配音：柯瑞·伯頓（同時也是小拉鍊、Mole和Snout的配音員）
救援突擊隊的又一缔造者。身穿红底黄花的夏威夷衬衫，与《私家侦探玛格侬》里的Thomas Magnum有所类似。虽然身在工作，但是常常顽皮、爱恶作剧，有时甚至不负责任，做事前不考虑后果。业余时间常常看漫画、打电子游戏。对糖果上瘾，遇到巧克力更是失去理智，这一点同蒙弟看到奶酪的情况很像（但具有讽刺意味的是，蒙弟常常说蒂蒂对糖果的嗜好很恶心）。比起歌劇更喜歡電視，不過喜歡打鬥場面。相信電視劇裡演的“神奇狗弗雷”真的是英雄。当说了傻话、做了傻事的时候就会被奇奇打脑袋。
- 蒙弟（Monterey Jack）

配音：彼得·庫倫（同時也是Mepps的配音）；沈光平(中文配音)
喜爱探险的澳大利亚老鼠，阿潔的叔叔。在遇见奇奇和蒂蒂之前曾花费数年时间在全世界探险上。有英國的祖先老鼠（以幽靈形式登場）和現任冒險家的叔叔。肥猫毁了他的家园后，他同死党小拉链一起投入了侦探工作。如果自己或朋友遭到侵犯，就一定会发怒。因为这使得他有时会去对抗身形巨大的敌人，所以每当此时众人都会安慰他让他冷静下来。蒙弟每当看到、闻到奶酪时就会疯狂。因為他的體型，每當穿過狹窄的管道時都會有卡住的場面，也曾經為了減肥（因為一集裡面坐斷了兩把椅子）而捲入別的隊員一起減肥。蒙弟喜欢讲述自己的探险经历，并掺杂着许多“冒牌的”澳洲英语，如“Strike me starkers”。討厭貓，害怕幽靈，所以很害怕幽靈貓（第一季Ghost of a Chance）
- 阿潔（Gadget Hackwrench）

配音：崔絲·麥可奈利（同時也替賭場的雙胞胎暹羅貓配音）；呂佩玉(中文配音)
蒙弟的姪女，救難小福星中的一點紅，也是發明家，有數量驚人的發明品（最具代表性的就是幾乎每集都會出現的救難飛機Ranger Plane）。從和第一季出現的貓熊的對話看來，應該是工程學生。在父親因為飛機事故死亡而失落的期間，受到奇奇與蒂蒂的邀約加入救難小福星。有“Golly”的口癖。有時候因為說話太快會讓周圍人不解。平時會對飛機做改裝和維護，不過從第一季第二集蒙弟的發言聽來似乎還是經常出故障。奇奇和蒂蒂都在競爭她的注意力，不過她本人沒有任何察覺。頭腦清晰，被當成提線木偶掛起來時，她是唯一一個想到用別的木偶的佩刀逃脫的，另外光是看了尼爾教授操作一遍就學會了操作貓咪發電機。
- 小拉鍊（Zipper）

穿著紅色衣服的小蒼蠅。劇情開始時只會發出“Buzz”的聲音，阿潔還在問過蒙弟“他在說什麼”（不過就算是蒙弟也不能完全理解他的意思，小拉鍊為了表現“肥貓”而鼓起身體時，蒙弟曾猜“穿著衣服的壘球”）。不過隨著劇情的推進，所有角色都漸漸可以聽懂他的話，小拉鍊自己也可以漸漸說出比較清晰的話了。因為和老鼠或花栗鼠不一樣，自己就會飛，可以做一些別的隊員做不到的特殊工作。雖然會在有誰掉下飛機時沖下去救援，不過因為自己太輕力氣太小，往往還是需要幫忙。因為是蒼蠅，曾經對一只蜜蜂女王一見鍾情。

## 敵對人物
- 肥貓（Fat Cat）

配音:吉姆·康寧斯（同時也是Wart、尼爾教授和警察的配音員）；石班瑜(中文配音)
穿著紫色西裝的灰色條紋黃色眼睛的貓。有自己的基地，樓頂上有貓的雕像。他討厭狗，曾經多次針對狗製定計劃。而唯一比狗更討厭的就是救難小福星，曾經對部下說“唯一要擔心的就是救難小福星”。不喜歡弄髒自己的肉球，所以什麼事情都交給部下去辦。不過也覺得一些工作很麻煩，有時會說“要不是我熱愛犯罪我早就不干了”。多次抓住救難小福星，不過比起馬上了結他們更喜歡一些緩慢的方式來虐殺，這也給了救難小福星脫逃的機會。他是當地犯罪王的貓（犯罪王的老鼠劇情中也有出場，而且CV也是同一個人）也是頻率最高的反派。面對來自牙買加的果蝠說過法語，事實上他有個兄弟在法國。
- Wart

肥貓的部下，是一只蜥蜴。
- 莫爾（Mol）

配音:劉傑→于正昇(中文配音)
肥貓的部下，一只笨笨的鼴鼠。要是肥貓心情不好，就會把他當沙包。
- 梅斯（Mepps）

肥貓的部下，是一只紅色的貓。
- 史諾特（Snout）

肥貓的部下，老鼠。
- 尼爾教授（Professor Norton Nimnul）

配音:孫德成(中文配音)
曾經在犯罪王手下工作過的瘋狂科學家，有能力有創意，不過因為提出的提案太過荒唐而被嘲笑。或許因為如此，他不喜歡被嘲笑，夢想是成為犯罪王並嘲笑他人（第一季第二集，不過被自己的機器狗嘲笑了）曾經綁架全城市的貓，用貓的靜電來發電，也曾經自己做飛毯來偷家具。憑藉自己的高科技工具讓他能聽得懂小福星們在說什麼。

## 劇集列表
以下劇集按照首播順序排列（不包括首播後的任何重播）
| 顏色 | 主題   |
| ---- | ------ |
|      | 第一期 |
|      | 第二期 |
|      | 第三期 |

| 集數 | 英文原文標題                         | 美加首播時間                 |
| ---- | ------------------------------------ | ---------------------------- |
| 01   | Piratsy Under the Seas               | 1989年3月4日                 |
| 02   | Catteries Not Included               | 1989年3月5日                 |
| 03   | Dale Beside Himself                  | 1989年3月12日                |
| 04   | Flash the Wonder Dog                 | 1989年3月19日                |
| 05   | Out to Launch                        | 1989年3月26日                |
| 06   | Kiwi's Big Adventure                 | 1989年4月2日                 |
| 07   | Adventures in Squirrelsitting        | 1989年4月9日                 |
| 08   | Pound of the Baskervilles            | 1989年4月16日                |
| 09   | Risky Beesness                       | 1989年4月23日                |
| 10   | Three Men and a Booby                | 1989年4月30日                |
| 11   | The Carpetsnaggers                   | 1989年5月7日                 |
| 12   | Bearing Up Baby                      | 1989年5月14日                |
| 13   | Parental Discretion Retired          | 1989年5月21日                |
| 集數 | 英文原文標題                         | 美加首播時間                 |
| 14   | To the Rescue (Part 1)               | 1989年9月15-17日(視市場變化) |
| 15   | To the Rescue (Part 2)               | 1989年9月15-17日(視市場變化) |
| 16   | To the Rescue (Part 3)               | 1989年9月15-17日(視市場變化) |
| 17   | To the Rescue (Part 4)               | 1989年9月15-17日(視市場變化) |
| 18   | To the Rescue (Part 5)               | 1989年9月15-17日(視市場變化) |
| 19   | A Lad in a Lamp                      | 1989年10月3日                |
| 20   | The Luck Stops Here                  | 1989年10月6日                |
| 21   | Battle of the Bulge                  | 1989年10月9日                |
| 22   | Ghost of a Chance                    | 1989年10月10日               |
| 23   | An Elephant Never Suspects           | 1989年10月11日               |
| 24   | Fake Me to Your Leader               | 1989年10月12日               |
| 25   | Last Train to Cashville              | 1989年10月13日               |
| 26   | A Case of Stage Blight               | 1989年10月16日               |
| 27   | The Case of the Cola Cult            | 1989年10月17日               |
| 28   | Throw Mummy From the Train           | 1989年10月18日               |
| 29   | A Wolf in Cheap Clothing             | 1989年10月19日               |
| 30   | Robocat                              | 1989年10月20日               |
| 31   | Does Pavlov Ring a Bell              | 1989年11月2日                |
| 32   | Prehysterical Pet                    | 1989年11月3日                |
| 33   | A Creep in the Deep                  | 1989年11月13日               |
| 34   | Normie's Science Project             | 1989年11月14日               |
| 35   | Seer No Evil                         | 1989年11月15日               |
| 36   | Chipwrecked Shipmunks                | 1989年11月16日               |
| 37   | When Mice Were Men                   | 1989年11月17日               |
| 38   | Chocolate Chips                      | 1989年11月20日               |
| 39   | The Last Leprechaun                  | 1989年11月21日               |
| 40   | Weather or Not                       | 1989年11月22日               |
| 41   | One-Upsman-Chip                      | 1989年11月23日               |
| 42   | Shell Shocked                        | 1989年11月24日               |
| 43   | Mind Your Cheese and Q's             | 1990年2月6日                 |
| 44   | Song of the Night 'n Dale            | 1989年12月19日               |
| 45   | Double 'O Chipmunk                   | 1989年12月20日               |
| 46   | Gadget Goes Hawaiian                 | 1989年12月21日               |
| 47   | It's a Bird, It's Insane, It's Dale! | 1989年12月22日               |
| 48   | Short Order Crooks                   | 1990年2月5日                 |
| 49   | Love is a Many Splintered Thing      | 1989年12月18日               |
| 50   | Out of Scale                         | 1990年2月8日                 |
| 51   | Dirty Rotten Diapers                 | 1990年2月19日                |
| 52   | Good Times, Bat Times                | 1990年2月21日                |
| 53   | Pie in the Sky                       | 1990年2月22日                |
| 54   | Le Purrfect Crime                    | 1990年3月19日                |
| 55   | When You Fish Upon a Star            | 1990年3月21日                |
| 56   | Rest Home Rangers                    | 1990年3月22日                |
| 57   | A Lean on the Property               | 1990年4月16日                |
| 58   | The Pied Piper Power Play            | 1990年4月23日                |
| 59   | Gorilla My Dreams                    | 1990年5月1日                 |
| 60   | The S.S. Drainpipe                   | 1990年5月2日                 |
| 集數 | 英文原文標題                         | 美加首播時間                 |
| 61   | Zipper Come Home                     | 1990年9月10日                |
| 62   | Puffed Rangers                       | 1990年9月18日                |
| 63   | A Fly in the Ointment                | 1990年9月26日                |
| 64   | A Chorus Crime                       | 1990年11月5日                |
| 65   | They Shoot Dogs, Don't They          | 1990年11月19日               |

## 周邊商品
- 遊戲

CAPCOM公司在1990年6月8日發售根据此动画改编的FC游戏《松鼠大作戰》，1993年12月10日在FC上的發售續作《松鼠大作戰2》。另外中文譯名有誤，Chip和Dale是短尾巴的花栗鼠（Chipmunk，俗称‘五道眉’），和松鼠（Squirrel）是不同的种，松鼠的标志性特征是具有长而蓬松的尾巴。
- DVD

於2005年11月發行。

## 播放電視台
| 華視 星期六16:00-16:30節目   | 華視 星期六16:00-16:30節目                 | 華視 星期六16:00-16:30節目 |
| ---------------------------- | ------------------------------------------ | -------------------------- |
|                              | 救難小福星 （1991年8月24日～1993年2月3日） |                            |
| 待查                         | 待查                                       |                            |
| 迪士尼頻道 每天7:30-8:00節目 |                                            |                            |
| 待查                         | 救難小福星 （1995年5月8日～2000年12月1日） | 待查                       |